# Вуд, Кристиан
Кристиан Маркиз Вуд (англ. Christian Marquise Wood; род. 27 сентября 1995, Лонг-Бич, Калифорния) — американский профессиональный баскетболист, выступающий за клуб НБА «Лос-Анджелес Лейкерс».

## Профессиональная карьера

### Филадельфия Севенти Сиксерс (2015—2016)
Изначально предсказывалось, что Вуд будет выбран на драфте НБА 2015 года в конце первого раунда, но позже Вуда аналитики ставили уже во второй раунд. В итоге Вуд вообще не был выбран на драфте и присоединился к «Хьюстон Рокетс» для участия в Летней лиге. 27 сентября 2015 года Вуд подписал контракт с клубом «Филадельфия Севенти Сиксерс». 28 октября 2015 года он дебютировал в НБА, проведя 5 минут в проигранном матче против клуба «Бостон Селтикс». По ходу своего дебютного сезона в НБА Вуд также выступал в Джт-Лиге за «Делавэр Эйти Севенерс». 4 января 2016 года он был отчислен из «Филадельфии». Затем по ходу сезона он ещё несколько раз поочередно подписывал контракты с «Делавэром» и «Филадельфией», до того, как 7 апреля подписался с «Филадельфией» до конца сезона.

### Шарлотт Хорнетс (2016—2017)
14 июля 2016 года Вуд подписал контракт с клубом «Шарлотт Хорнетс». 7 ноября 2016 года он дебютировал за «Хорнетс». Так же как и в первом сезоне Вуд играл в Джи-Лиге, теперь уже за «Гринсборо Сворм».
После своего второго сезона в лиге Вуд стал свободным агентом, так как по контракту второй год в «Хорнетс» был опцией клуба и руководство «Шарлтотта» не стала продлевать соглашение. В Летней лиге Вуд играл за «Даллас Маверикс» и «Финикс Санз» в Орландо и Лас-Вегасе соответственно. С «Далласом» Вуд выиграл Летнюю лигу в Орландо.

### Делавэр Эйти Севенерс (2017—2018)
9 августа 2017 года Вуд подписал контракт с китайским клубом «Фуцзянь Сюньсин», однако в Китае Вуд так и не сыграл, и его контракт был расторгнут. Сезон 2017/2018 Вуд провёл в Джи-Лиге, играя в «Делавэре Эйти Севенерс».

### Милуоки Бакс (2018—2019)

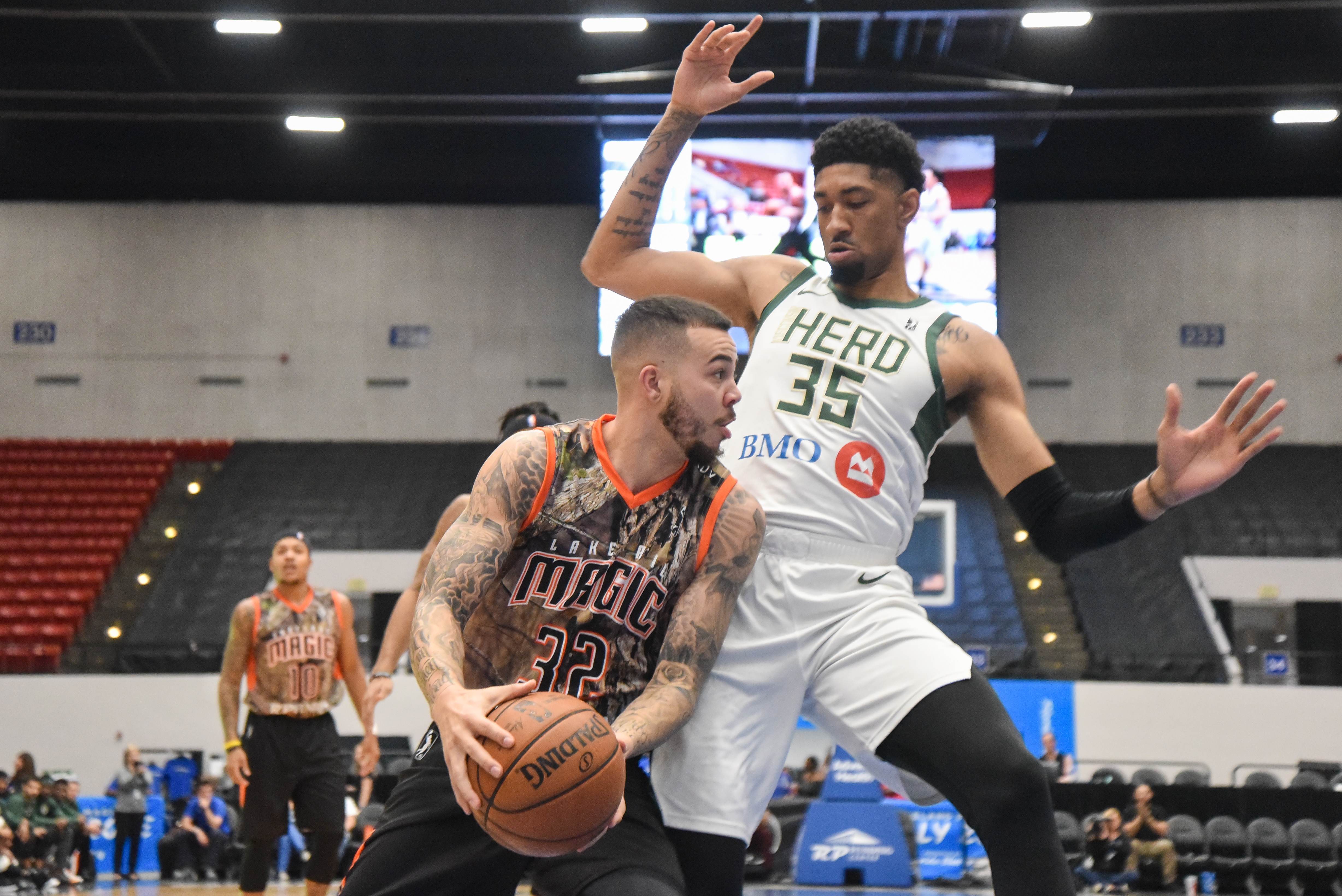
Вуд (35) в игре за «Висконсин Херд»

14 августа 2018 года Вуд подписал контракт с «Милуоки Бакс». Также он играл за фарм-клуб «Милуоки» в Джи-Лиге «Висконсин Херд». 18 марта 2019 года Вуд был отчислен из «Бакс».

### Нью-Орлеан Пеликанс (2019)
29 марта 2019 года Вуд был подобран с драфта отказов клубом «Нью-Орлеан Пеликанс». Учитывая уход Николы Миротича и того, что Энтони Дэвиса выразил желание быть обменённым и стал получать меньше игрового времени, Вуд впервые в своей карьере получил существенные игровые минуты. 26 марта 2019 года Вуд установил личный рекорды по очкам (23), подборам (9), блок-шотам (6), перехватам (3) и игровому времени (32 минуты). 15 июля 2019 года Вуд был отчислен из состава «Пеликанс», его место в составе занял Джей Джей Редик.

### Детройт Пистонс (2019—2020)
17 июля 2019 года «Пистонс» взяли Вуда с драфта отказов. 14 марта 2020 года сообщалось, что Вуд получил положительный результат теста на COVID-19 во время пандемии и последующей приостановки сезона. 7 марта 2020 года он персонально играл против игрока клуба «Юта Джаз» Руди Гобера, первого игрока сдавшего положительный тест на COVID-19.

### Хьюстон Рокетс (2020—2022)
24 ноября 2020 года Вуд по схеме сайн-энд-трейд перешёл в «Хьюстон Рокетс» в обмен на Тревора Аризу, драфт-прав на Айзею Стюарта, будущий выбор во втором раунде драфта и денежную компенсацию, Вуд получил контракт на 4 года на общую сумму 41 млн $. 26 декабря 2020 года Вуд дебютировал за «Хьюстон», набрав 31 очко, 13 подборов, 3 передачи и 1 блок-шот в проигранном в овертайме матче против «Портленд Трэйл Блэйзерс».

### Даллас Маверикс (2022—2023)
24 июня 2022 года Вуд был обменян в «Даллас Маверикс» на Бобана Марьяновича, Трея Бурка, Маркиза Крисса, Стерлинга Брауна и права на Уэнделла Мура-младшего. Он стал первым игроком во франшизе, набравшим не менее 25 очков в первых двух матчах.

### Лос-Анджелес Лейкерс (2023—настоящее время)
5 сентября 2023 года Кристиан Вуд подписал двухлетний контракт с клубом «Лос-Анджелес Лейкерс». На второй год распространяется опция игрока. 7 мая 2024 года Вуд воспользовался опцией продления контракта на сезон-2024/25 стоимостью 3 млн.

## Статистика

### Статистика в НБА
| Сезон                                                                                    | Команда     | Регулярный сезон | Регулярный сезон | Регулярный сезон | Регулярный сезон | Регулярный сезон | Регулярный сезон | Регулярный сезон | Регулярный сезон | Регулярный сезон | Регулярный сезон | Регулярный сезон | Серия плей-офф | Серия плей-офф | Серия плей-офф | Серия плей-офф | Серия плей-офф | Серия плей-офф | Серия плей-офф | Серия плей-офф | Серия плей-офф | Серия плей-офф | Серия плей-офф |
| Сезон                                                                                    | Команда     | GP               | GS               | MPG              | FG%              | 3P%              | FT%              | RPG              | APG              | SPG              | BPG              | PPG              | GP             | GS             | MPG            | FG%            | 3P%            | FT%            | RPG            | APG            | SPG            | BPG            | PPG            |
| ---------------------------------------------------------------------------------------- | ----------- | ---------------- | ---------------- | ---------------- | ---------------- | ---------------- | ---------------- | ---------------- | ---------------- | ---------------- | ---------------- | ---------------- | -------------- | -------------- | -------------- | -------------- | -------------- | -------------- | -------------- | -------------- | -------------- | -------------- | -------------- |
| 2015/16                                                                                  | Филадельфия | 17               | 0                | 8,5              | 41,5             | 36,4             | 61,9             | 2,2              | 0,2              | 0,3              | 0,4              | 3,6              | Не участвовал  | Не участвовал  | Не участвовал  | Не участвовал  | Не участвовал  | Не участвовал  | Не участвовал  | Не участвовал  | Не участвовал  | Не участвовал  | Не участвовал  |
| 2016/17                                                                                  | Шарлотт     | 13               | 0                | 8,2              | 52,2             | 0,0              | 73,3             | 2,2              | 0,2              | 0,2              | 0,5              | 2,7              | Не участвовал  | Не участвовал  | Не участвовал  | Не участвовал  | Не участвовал  | Не участвовал  | Не участвовал  | Не участвовал  | Не участвовал  | Не участвовал  | Не участвовал  |
| 2018/19                                                                                  | Милуоки     | 13               | 0                | 4,7              | 48,0             | 60,0             | 66,7             | 1,5              | 0,2              | 0,0              | 0,0              | 2,8              | Не участвовал  | Не участвовал  | Не участвовал  | Не участвовал  | Не участвовал  | Не участвовал  | Не участвовал  | Не участвовал  | Не участвовал  | Не участвовал  | Не участвовал  |
| 2018/19                                                                                  | Нью-Орлеан  | 8                | 2                | 23,6             | 53,3             | 28,6             | 75,6             | 7,9              | 0,8              | 0,9              | 1,3              | 16,9             | Не участвовал  | Не участвовал  | Не участвовал  | Не участвовал  | Не участвовал  | Не участвовал  | Не участвовал  | Не участвовал  | Не участвовал  | Не участвовал  | Не участвовал  |
| 2019/20                                                                                  | Детройт     | 62               | 12               | 21,4             | 56,7             | 38,6             | 74,4             | 6,3              | 1,0              | 0,5              | 0,9              | 13,1             | Не участвовал  | Не участвовал  | Не участвовал  | Не участвовал  | Не участвовал  | Не участвовал  | Не участвовал  | Не участвовал  | Не участвовал  | Не участвовал  | Не участвовал  |
| 2020/21                                                                                  | Хьюстон     | 41               | 41               | 32,3             | 51,4             | 37,4             | 63,1             | 9,6              | 1,7              | 0,8              | 1,2              | 21,0             | Не участвовал  | Не участвовал  | Не участвовал  | Не участвовал  | Не участвовал  | Не участвовал  | Не участвовал  | Не участвовал  | Не участвовал  | Не участвовал  | Не участвовал  |
| 2021/22                                                                                  | Хьюстон     | 68               | 67               | 30,8             | 50,1             | 39,0             | 62,3             | 10,1             | 2,3              | 0,8              | 1,0              | 17,9             | Не участвовал  | Не участвовал  | Не участвовал  | Не участвовал  | Не участвовал  | Не участвовал  | Не участвовал  | Не участвовал  | Не участвовал  | Не участвовал  | Не участвовал  |
| 2022/23                                                                                  | Даллас      | 67               | 17               | 25,9             | 51,5             | 37,6             | 77,2             | 7,3              | 1,8              | 0,4              | 1,1              | 16,6             | Не участвовал  | Не участвовал  | Не участвовал  | Не участвовал  | Не участвовал  | Не участвовал  | Не участвовал  | Не участвовал  | Не участвовал  | Не участвовал  | Не участвовал  |
| 2023/24                                                                                  | Лейкерс     | 50               | 1                | 17,4             | 46,6             | 30,7             | 70,2             | 5,1              | 1,0              | 0,3              | 0,7              | 6,9              | Не участвовал  | Не участвовал  | Не участвовал  | Не участвовал  | Не участвовал  | Не участвовал  | Не участвовал  | Не участвовал  | Не участвовал  | Не участвовал  | Не участвовал  |
|                                                                                          | Всего       | 339              | 140              | 23,2             | 51,4             | 37,2             | 69,4             | 7,0              | 1,4              | 0,5              | 0,9              | 13,6             | Не участвовал  | Не участвовал  | Не участвовал  | Не участвовал  | Не участвовал  | Не участвовал  | Не участвовал  | Не участвовал  | Не участвовал  | Не участвовал  | Не участвовал  |
| Наведите курсор мыши на аббревиатуры в заголовке таблицы, чтобы прочесть их расшифровку. |             |                  |                  |                  |                  |                  |                  |                  |                  |                  |                  |                  |                |                |                |                |                |                |                |                |                |                |                |

### Статистика в Джи-Лиге
| Сезон                                                                                    | Команда               | Регулярный сезон | Регулярный сезон | Регулярный сезон | Регулярный сезон | Регулярный сезон | Регулярный сезон | Регулярный сезон | Регулярный сезон | Регулярный сезон | Регулярный сезон | Регулярный сезон | Серия плей-офф | Серия плей-офф | Серия плей-офф | Серия плей-офф | Серия плей-офф | Серия плей-офф | Серия плей-офф | Серия плей-офф | Серия плей-офф | Серия плей-офф | Серия плей-офф |
| Сезон                                                                                    | Команда               | GP               | GS               | MPG              | FG%              | 3P%              | FT%              | RPG              | APG              | SPG              | BPG              | PPG              | GP             | GS             | MPG            | FG%            | 3P%            | FT%            | RPG            | APG            | SPG            | BPG            | PPG            |
| ---------------------------------------------------------------------------------------- | --------------------- | ---------------- | ---------------- | ---------------- | ---------------- | ---------------- | ---------------- | ---------------- | ---------------- | ---------------- | ---------------- | ---------------- | -------------- | -------------- | -------------- | -------------- | -------------- | -------------- | -------------- | -------------- | -------------- | -------------- | -------------- |
| 2015/16                                                                                  | Делавэр Эйти Севенерс | 32               | 22               | 28,8             | 52,9             | 25,3             | 70,7             | 9,4              | 0,6              | 0,9              | 1,1              | 17,3             | Не участвовал  | Не участвовал  | Не участвовал  | Не участвовал  | Не участвовал  | Не участвовал  | Не участвовал  | Не участвовал  | Не участвовал  | Не участвовал  | Не участвовал  |
| 2016/17                                                                                  | Гринсборо Сворм       | 18               | 16               | 30,0             | 50,6             | 23,5             | 72,5             | 10,0             | 1,1              | 0,4              | 2,6              | 19,6             | Не участвовал  | Не участвовал  | Не участвовал  | Не участвовал  | Не участвовал  | Не участвовал  | Не участвовал  | Не участвовал  | Не участвовал  | Не участвовал  | Не участвовал  |
| 2017/18                                                                                  | Делавэр Эйти Севенерс | 45               | 42               | 33,1             | 54,1             | 32,1             | 79,6             | 10,4             | 2,2              | 1,1              | 1,8              | 23,3             | Не участвовал  | Не участвовал  | Не участвовал  | Не участвовал  | Не участвовал  | Не участвовал  | Не участвовал  | Не участвовал  | Не участвовал  | Не участвовал  | Не участвовал  |
| 2018/19                                                                                  | Висконсин Херд        | 28               | 28               | 35,3             | 55,8             | 26,5             | 75,3             | 14,0             | 2,4              | 1,0              | 2,1              | 29,3             | Не участвовал  | Не участвовал  | Не участвовал  | Не участвовал  | Не участвовал  | Не участвовал  | Не участвовал  | Не участвовал  | Не участвовал  | Не участвовал  | Не участвовал  |
|                                                                                          | Всего                 | 123              | 108              | 32,0             | 53,8             | 28,1             | 75,7             | 0,0              | 1,7              | 0,9              | 1,8              | 22,6             | Не участвовал  | Не участвовал  | Не участвовал  | Не участвовал  | Не участвовал  | Не участвовал  | Не участвовал  | Не участвовал  | Не участвовал  | Не участвовал  | Не участвовал  |
| Наведите курсор мыши на аббревиатуры в заголовке таблицы, чтобы прочесть их расшифровку. |                       |                  |                  |                  |                  |                  |                  |                  |                  |                  |                  |                  |                |                |                |                |                |                |                |                |                |                |                |

### Статистика в NCAA
| Сезон | Команда | Conf  | Class | GP | GS | MPG  | FG%  | 3P%  | FT%  | RPG  | APG | SPG | BPG | PPG  |
| --- | ------- | ----- | ----- | -- | -- | ---- | ---- | ---- | ---- | ---- | --- | --- | --- | ---- |
| 2013/14 | УНЛВ    | MWC   | FR    | 30 | 2  | 13,0 | 41,0 | 22,0 | 80,0 | 3,2  | 0,3 | 0,3 | 1,0 | 4,5  |
| 2014/15 | УНЛВ    | MWC   | SO    | 33 | 32 | 32,7 | 49,7 | 28,4 | 73,6 | 10,0 | 1,3 | 0,3 | 2,7 | 15,7 |
| Всего | Всего   | Всего | Всего | 63 | 34 | 23,3 | 47,7 | 26,1 | 74,7 | 6,8  | 0,8 | 0,3 | 1,9 | 10,4 |
| Наведите курсор мыши на аббревиатуры в заголовке таблицы, чтобы прочесть их расшифровку Статистика приведена с сайта sports-reference.com |         |       |       |    |    |      |      |      |      |      |     |     |     |      |